# Скворцовский (Волгоградская область)
Скворцовский — хутор в Новониколаевском районе Волгоградской области России. Входит в состав Двойновского сельского поселения.

## География
Расположен в северо-западной части региона, в степной зоне, в пределах Хопёрско-Бузулукской равнины.
Абсолютная высота — 139 метров над уровнем моря.

## История
В соответствии с Законом Волгоградской области от 22 декабря 2004 года № 975-ОД «Об установлении границ и наделении статусом Новониколаевского района и муниципальных образований в его составе», хутор вошёл в состав образованного Двойновского сельского поселения.

## Население
| 2010 |
| ---- |
| 62   |

Гендерный состав
По данным Всероссийской переписи населения 2010 года в гендерной структуре населения из 62 жителей мужчин и женщин — по 31 человеку (50 % каждая когорта).
Национальный состав
Согласно результатам переписи 2002 года, в национальной структуре населения
русские составляли 99 % из общей численности населения в 78 чел..

## Инфраструктура
Развитое сельское хозяйство. Личное подсобное хозяйство.

## Транспорт
Просёлочные дороги.